# T34 Heavy Tank
T34 Heavy Tank – amerykański czołg ciężki zaprojektowany pod koniec II wojny światowej. Miał być odpowiedzią na niemieckie czołgi ciężkie PzKpfw VI B Königstiger. Zbyt późne rozpoczęcie prac nad projektem nie pozwoliło na zastosowanie bojowe prototypu.

## Historia
Prace nad T34 rozpoczęły się na początku 1945 roku, na zlecenie Ordnance Departament. Budowę dwóch jedynych prototypów zakończono w 1947 roku. T34 powstał na bazie wcześniejszych konstrukcji (T29 oraz T30). Od poprzednich wersji różnił się jedynie użytą armatą (zamontowano 120 mm działo przeciwlotnicze) oraz dodatkowym pancerzem na tyle wieży. Dwa egzemplarze, które zostały poddane testom, wykazały wiele wad i niedociągnięć. Podczas testów w Fort Knox doszło także do hospitalizacji dwóch załogantów. Było to spowodowane konstrukcją lufy czołgu, przez którą doszło do niekontrolowanego zapłonu. Prototyp okazał się zbyt ciężki, z tego powodu nie zdecydowano się na jego produkcję. Rozwijanie i badanie czołgu T34 zakończono 16 sierpnia 1955 roku.

## Współcześnie
Jedyny ocalały egzemplarz czołgu T34 znajduje się obecnie w Fort Knox, w stanie Kentucky.